# Афинский метрополитен

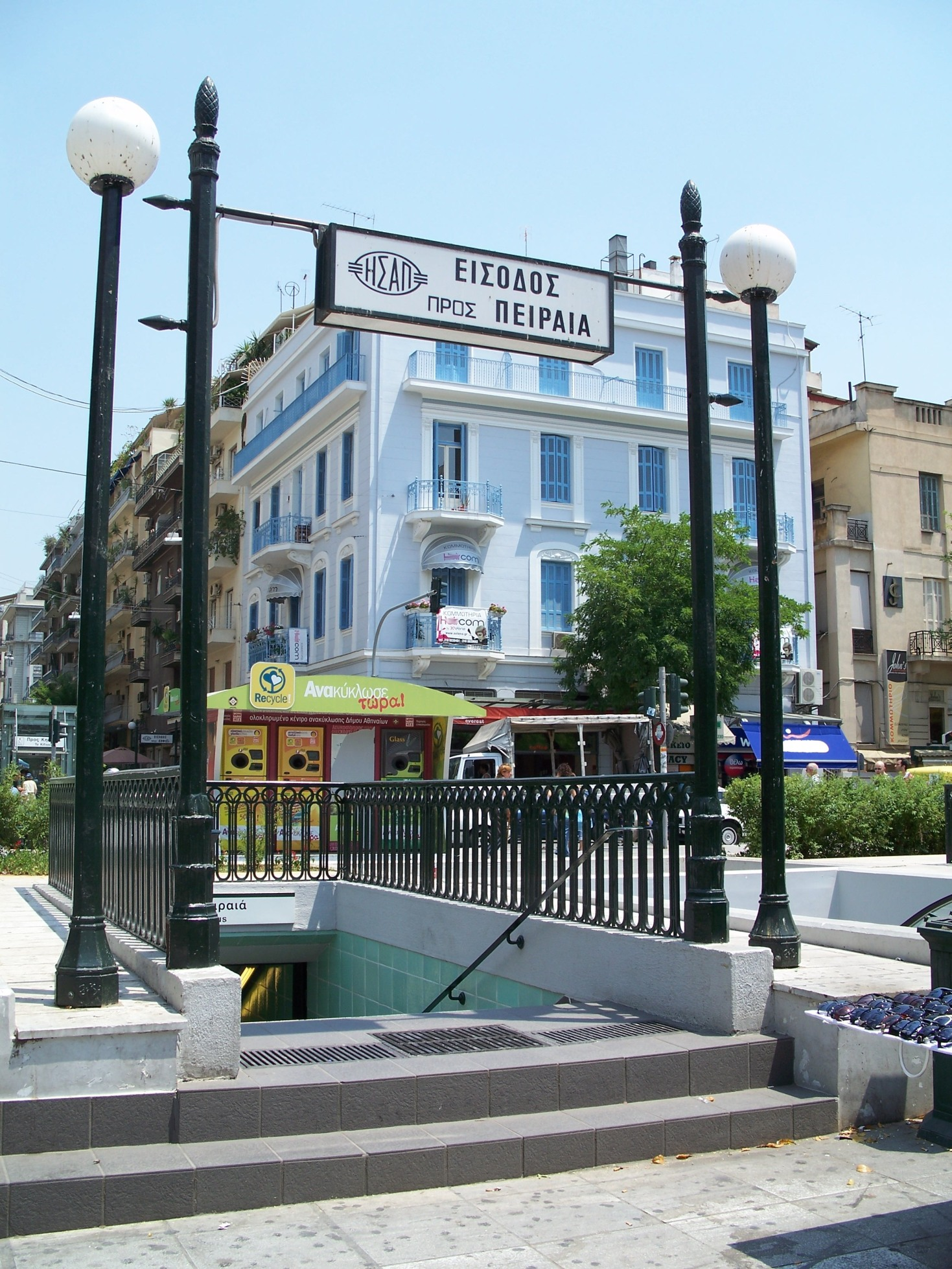
Вход на станцию метро
«Виктория» первой линии

Афи́нский метрополите́н (греч. Μετρό Αθήνας) — один из ведущих видов общественного транспорта столицы Греции. Линия 1 введена в эксплуатацию в 1869 году, всего на шесть лет позже лондонского метро.

## История
Линия 1 была открыта 27 февраля 1869 года в качестве одноколейной наземной линии с поездами на паровозной тяге, на участке Тиссио — Пирей без промежуточных станций. Управляющая линией компания была названа Железные дороги Афины — Пирей. В 1882 г. были открыты промежуточные станции «Фалиро» и «Мосхато». 17 мая 1895 года был открыт участок Тиссио — Омония с подземным участком «Монастираки» — «Омония».
К 16 сентября 1904 года линия была электрифицирована по стандартной схеме с третьим контактным рельсом и расширена до двухколейной системы. После электрификации и строительства трамвайной линии появились две новые управляющие компании Товарищество электрического транспорта (греч. Ηλεκτρική Εταιρεία Μεταφορών (Η.Ε.Μ.)) и Греческие электрические железные дороги (греч. Ελληνικοί Ηλεκτρικοί Σιδηρόδρομοι (Ε.Η.Σ.)). Товарищество электрического транспорта возглавило управление и эксплуатацию трамвайных линий, а Ε.Η.Σ. — управление Афино-Пирейской железной дорогой.
1 июля 1928 г. на действующем участке была открыта станция «Калитея». В 1930 г. станция «Омония» была переделана из наземной в подземную. 1 марта 1948 г. был открыт подземный участок «Омония» — «Виктория». 30 июня 1949 г. был открыт участок «Виктория» — «Аттики». 12 февраля 1956 г. был открыт участок «Аттики» — «Ано Патисия». 14 марта 1956 г. был открыт участок «Ано Патисия» — «Неа Иония». 5 июля 1956 г. на действующем участке была открыта станция «Пэвкакья». 4 марта 1957 г. был открыт участок «Неа Иония» — «Ираклио».
10 августа 1957 года был открыт участок «Ираклио» — «Кифисья» и линия была достроена до современной длины 25,6 км. В период с 1957 по 2004 г. на действующей линии были открыты станции: «Маруси», «Айос Николаос», «Ирини», «Таврос», «КАТ», «Нерандзьотисса».
До 2000 года существовала всего одна линия, но в связи с Олимпийскими играми 2004 года были построены ещё две линии, красная и синяя, первая линия была подвергнута капитальному ремонту. Благодаря этому афинское метро считается сейчас одним из самых красивых и современных в мире.
Археологические находки, сделанные во время строительства метрополитена, превращены в экспонаты и выставлены на бесплатное обозрение в вестибюлях некоторых станций (см. Галерею).

## Сеть линий
На сегодняшний день метро состоит из 3 линий:
| Линия | Цвет    | Маршрут                                                          | Открытие        | Длина   | Станции | Последнее продление линии | Время в пути      |
| ----- | ------- | ---------------------------------------------------------------- | --------------- | ------- | ------- | ------------------------- | ----------------- |
| 1     | Зелёная | Пирей ↔ Кифисья                                                  | 27 февраля 1869 | 25,6 км | 24      | 10 августа 1957           | 51 минута         |
| 2     | Красная | Антуполи ↔ Эллинико                                              | 28 января 2000  | 17,9 км | 20      | 26 июля 2013              | 29 минут          |
| 3     | Синяя   | Димотико Театро ↔ Дукиссис Плакентиас Димотико Театро ↔ Аэропорт | 28 января 2000  | 46,5 км | 23 27   | 10 октября 2022           | 35 минут 55 минут |

Общая длина линий Афинского метро составляет 84,5 километра, общее количество станций — 71 (67 входит в состав метро и 4 — в систему пригородных железных дорог). Действует линейная система движения поездов с 4 пересадочными станциями.
Вторая и третья линии метрополитена управляются электрифицированной системой подземного городского пассажирского транспорта Аттико́ Метро́. Система принадлежит одноимённой компании Аттико Метро («Αττικό Μετρό Α.Ε.») и эксплуатируется её дочерней компанией «Αττικό Μετρό Εταιρεία Λειτουργίας Α.Ε.» (ΑΜΕΛ).

### Синяя и красная линии
Работы по строительству линий начались в ноябре 1991 года с целью уменьшения количества заторов на дорогах и снижения количества выхлопных газов в атмосфере. В январе 2000 года были открыты линия 2 и линия 3. К лету 2004 года линия была продлена до международного аэропорта Элефтериос Венизелос. На линии 3 большинство поездов следует от станции «Димотико Театро» до станции «Дукиссис Плакентиас». Каждые 30 минут поезда следуют от станции «Димотико Театро» до аэропорта. На участке от станции «Аэропорт» до станции «Паллини» линия метро совмещена с линией городской электрички. Все три линии имеют станции пересадки на трамвай и систему пригородных железных дорог.

## Оплата проезда
Стоимость билета составляет 0,5/1,20 €, билет действителен неограниченное число поездок в течение 90 минут с момента первого прохода на всех видах общественного транспорта, за исключением поездов «Аэропорт-экспресс». Также имеется возможность приобрести билет стоимостью 4,10 €, со сроком действия 24 часа, на 5 дней — стоимостью 8,20 € с неограниченным числом поездок на всех видах общественного транспорта. Для туристов предлагается билет на 3 дня за 20 евро, включающий 2 поездки от/до аэропорта на метро или автобусе. Дети до 6 лет могут бесплатно пользоваться любым общественным транспортом Афин. 
За безбилетный проезд взимается штраф в 60-кратном размере стоимости билета.

### Поезда Аэропорт-экспресс
Для проезда до/из международного аэропорта требуется специальный билет стоимостью 9€ Билет действителен в одном направлении на линиях ΗΣΑΠ и ΑΜΕΛ в течение 90 минут. Стоимость билета для студентов, людей до 18 и после 65 лет составляет 4,5 €. В продаже имеются групповые билеты для двоих человек стоимостью 18 € и рассчитанные на 3 человек стоимостью 24 €. Имеется возможность покупки билета туда-обратно стоимостью 16 € со сроком действия одна неделя.

## Подвижной состав

### Пассажирский подвижной состав
Подвижной состав метрополитена классифицируется на партии (поставки), всего на линии эксплуатируется 252 вагона в 42 составах. Средняя скорость движения поездов на Линии 2 — 35 км/ч, на Линии 3 — 40 км/ч, средняя скорость поездов, соединяющих Афины и международный аэропорт — 48 км/ч.
- Первая партия (поставка): 28 шестивагонных МВПС производства Alstom-Siemens-ADtranz (2000). Максимальная скорость эксплуатации — 80 км/ч.[9]
- Вторая партия (поставка): 21 шестивагонный состав производства Hanwa-Rotem-Mitsubishi (2004). Семь из этих составов эксплуатируются на линии Аэропорт-экспресс[8] и питаются переменным током 25 кВ, 50 Гц. Все поезда этой серии оборудованы кондиционером. Максимальная скорость эксплуатации — 80 км/ч.
- Третья партия (поставка)[10]: 17 шестивагонных МВПС производства Hanwha-Rotem, контракт на поставку подписан 16 октября 2009 года.[11]

## Режим работы
Линия 2: Айос Антониос — Айос Димитриос / Александрос Панагулис и 

Линия 3: Никия — Дукиссис Плакентиас — Аэропорт
Таблица отправлений первого и последнего поезда от станций:
| От станции          | До станции          | Время отправления | Время отправления |
| От станции          | До станции          | Первый поезд      | Последний поезд   |
| ------------------- | ------------------- | ----------------- | ----------------- |
| Айос Антониос       | Айос Димитриос      | 05:30             | 00:06             |
| Айос Димитриос      | Айос Антониос       | 05:30             | 00:08             |
| Эгалео              | Дукиссис Плакентиас | 05:30             | 00:09             |
| Монастираки         | Дукиссис Плакентиас | 05:30             | 00:15             |
| Дукиссис Плакентиас | Эгалео              | 05:30             | 24:00             |
| Этники Амина        | Эгалео              | 05:30             | 00:07             |
| Синтагма            | Айос Антониос       | 05:38             | 00:20             |
| Синтагма            | Айос Димитриос      | 05:40             | 00:20             |
| Синтагма            | Эгалео              | 05:39             | 00:20             |
| Синтагма            | Дукиссис Плакентиас | 05:31             | 00:20             |
| Синтагма            | Аэродромио          | 05:38 и 05:59     | 22:59             |
| Монастираки         | Аэродромио          | 05:36 и 05:58     | 22:58             |
| Дукиссис Плакентиас | Аэродромио          | 05:55 и 06:16     | 23:16             |
| Эгалео              | Аэродромио          | 05:30 и 05:52     | 22:52             |
| Аэродромио          | Эгалео              | 06:30             | 23:30             |

## Список станций (со временем отправления с каждой из них)

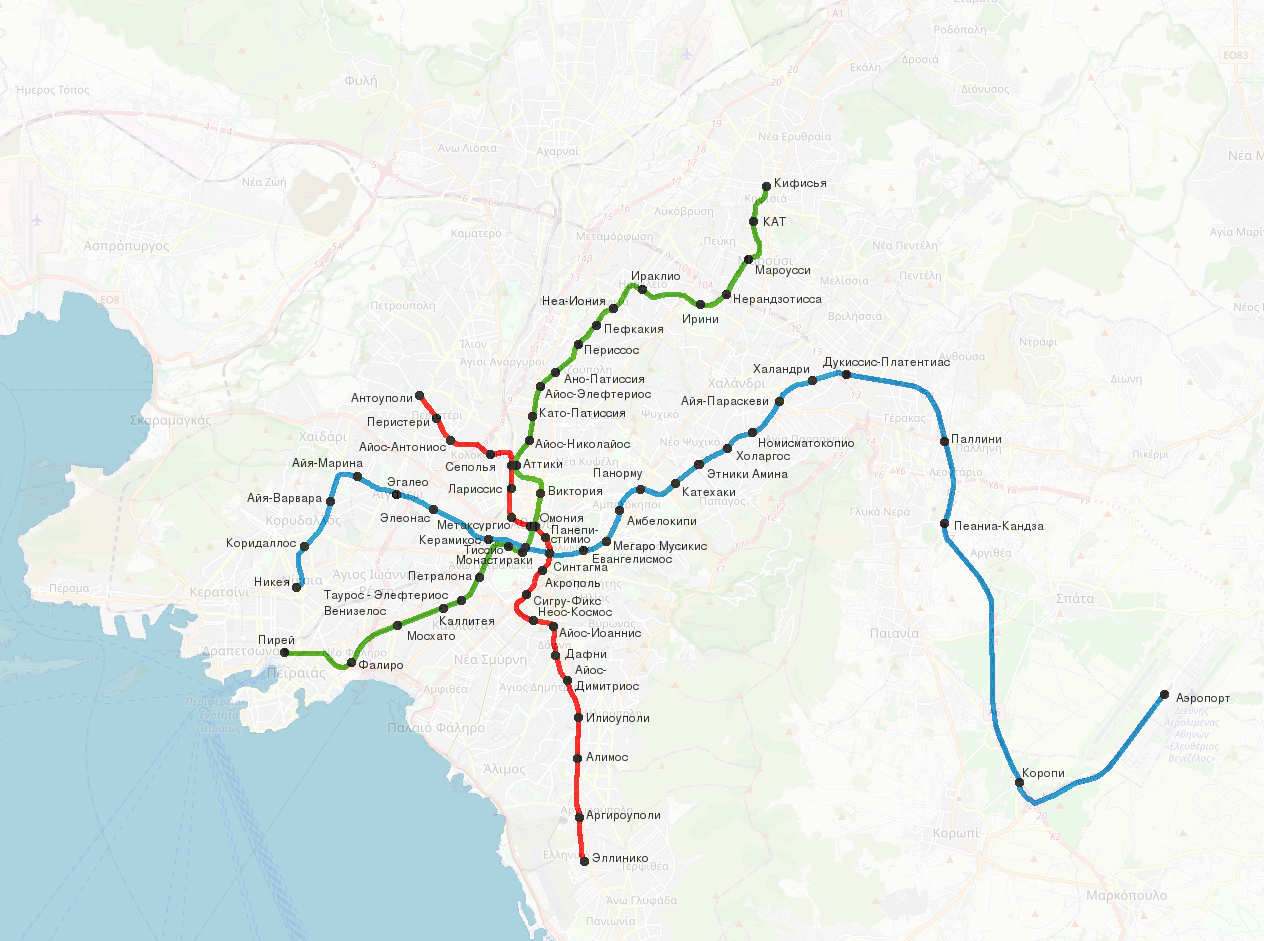
Карта Афинского метрополитена

### Линия 1 (зелёная линия)
+00΄ Пире́й (Πειραιάς) — 

+04΄ Фа́лиро (Φάληρο) — 

+07΄ Мосха́то (Μοσχάτο)

+09΄ Калите́я (Καλλιθέα)

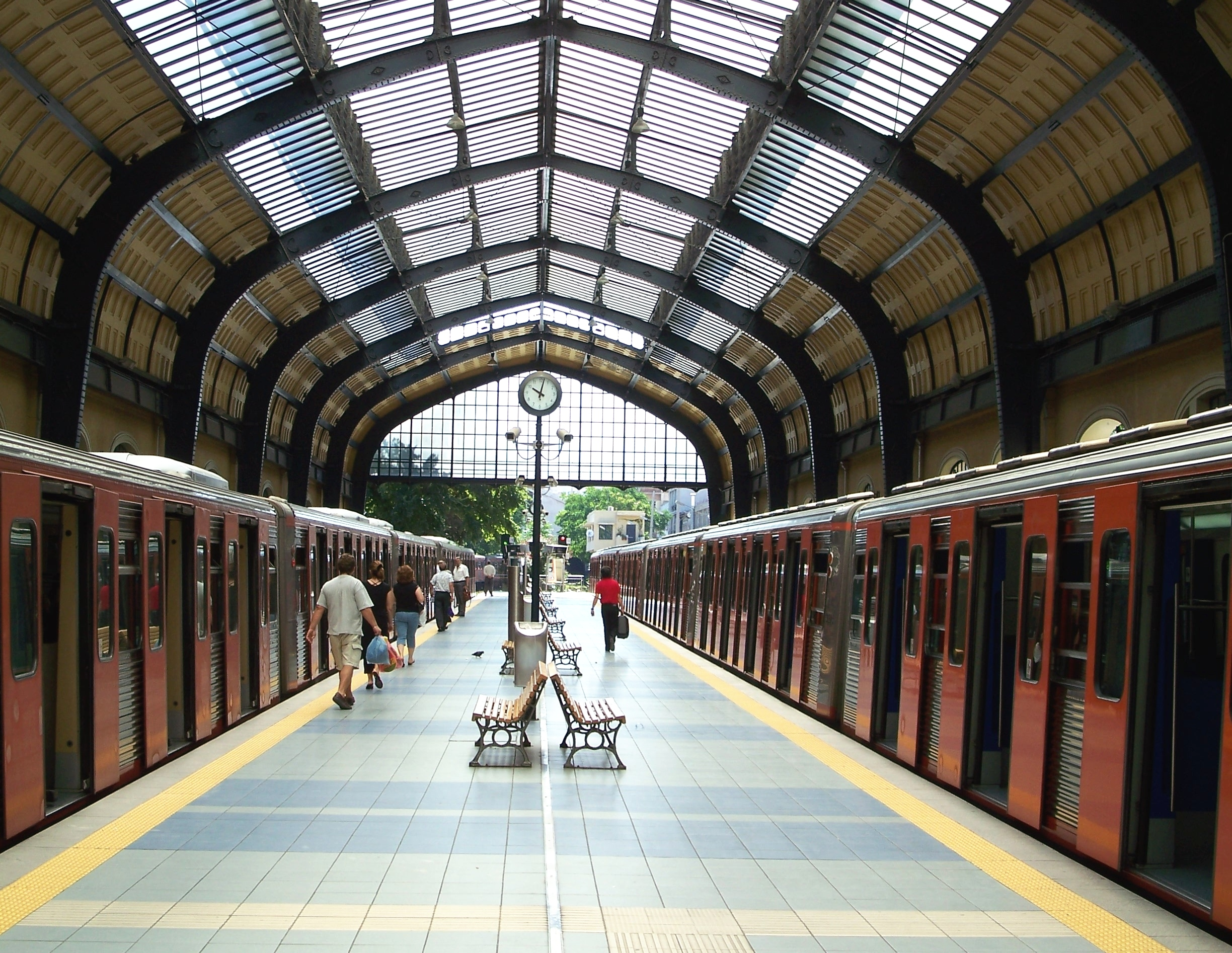
Здание станции Пирей, построено в 1920-е годы

+11΄ Таврос — Элефтериос Венизелос (Ταύρος-Ελευθέριος Βενιζέλος).

+13΄ Петра́лона (Πετράλωνα)

+15΄ Тисси́о (Θησείο)

+17΄ Монастира́ки (Μοναστηράκι) — 

+19΄ Омо́ния (Ομόνοια) — 

+21΄ Викто́рия (Βικτώρια)

+24΄ Аттики́ (Αττική) — 

+26΄ А́йос Нико́лаос (Άγιος Νικόλαος)

+28΄ Ка́то Пати́сия (Κάτω Πατήσια)

+30΄ А́йос Элефтэ́риос (Άγιος Ελευθέριος)

+31΄ А́но Пати́сия (Άνω Πατήσια)

+34΄ Пэриссо́с (Περισσός)

+35΄ Пэвка́кья (Πευκάκια))

+37΄ Не́а Иони́я (Νέα Ιωνία)

+39΄ Ира́клио (Ηράκλειο)

+42΄ Ири́ни (Ειρήνη) — выход к Олимпийскому стадиону.

+44΄ Нерандзьо́тисса (Νεραντζιώτισσα) — 

+47΄ Мару́си (Μαρούσι)

+49΄ К. А. Т. (Κ.Α.Τ.)

+51΄ Кифисья́ (Κηφισιά)

### Линия 2 (красная линия)
+00΄ Антуполи (Ανθούπολη)

+01΄ Перистери (Περιστέρι)

+02΄ А́йос Анто́ниос (Άγιος Αντώνιος)

+04΄ Сепо́лия (Σεπόλια)

+05΄ Аттики́ (Αττική) — 

+07΄ Лари́сис (Σταθμός Λαρίσης) — 

+08΄ Метаксурги́о (Μεταξουργείο)

+10΄ Омо́ния (Ομόνοια) — 

+11΄ Панеписти́мио (Πανεπιστήμιο)

+13΄ Си́нтагма (Σύνταγμα) —  

+14΄ Акро́поли (Ακρόπολη)

+16΄ Сигру́-Фикс (Συγγρού-Φιξ) — 

+17΄ Не́ос Ко́смос (Νέος Κόσμος) — 

+18΄ А́йос Иоа́нис (Άγιος Ιωάννης)

+20΄ Да́фни (Δάφνη)

+22΄ А́йос Дими́триос/Але́ксандрос Панагу́лис (Άγιος Δημήτριος / Αλέξανδρος Παναγούλης)

+24΄ Илиуполи (Ηλιούπολη)

+26΄ Алимос (Άλιμος)

+28΄ Аргируполи (Αργυρούπολη)

+29΄ Эллинико (Ελληνικό)

### Линия 3 (синяя линия)
+00΄ Димотико Театро (Δημοτικό Θέατρο)

+02΄ Пирей (Πειραιάς) — 

+04΄ Маниатика (Μανιάτικα)

+06΄ Никия (Νίκαια)

+08΄ Коридаллос (Κορυδαλλός)

+10΄ Агиа Варвара (Αγία Βάρβαρα)

+12΄ Агиа Марина (Αγία Μαρίνα)

+14΄ Эга́лео (Αιγάλεω)

+17΄ Элео́нас (Ελαιώνας)

+20΄ Керамико́с (Κεραμεικός)

+22΄ Монастира́ки (Μοναστηράκι) — 

+24΄ Си́нтагма (Σύνταγμα) —  

+26΄ Эвангелизмо́с (Ευαγγελισμός)

+27΄ Ме́гаро Мусики́с (Μέγαρο Μουσικής)

+29΄ Амбело́кипи (Αμπελόκηποι)

+31΄ Пано́рму (Πανόρμου)

+33΄ Катеха́ки (Κατεχάκη)

+35΄ Этники́ А́мина (Εθνική Άμυνα)

+37΄ Холарго́с (Χολαργός)

+39΄ Номисматокопи́о (Νομισματοκοπείο)

+40΄ Аги́а Параскеви́ (Αγία Παρασκευή)

+42΄ Хала́ндри (Χαλάνδρι)

+44΄ Дуки́ссис Плакенти́ас (Δουκίσσης Πλακεντίας) — 

+50΄ Палли́ни (Παλλήνη) — 

+52΄ Пэани́а-Ка́ндза (Παιανία-Κάντζα) — 

+58΄ Коропи́ (Κορωπί) — 

+63΄ Аэродромио (Αεροδρομϊο) —  

## В литературе
В стихотворении Николая Гумилёва «Сентиментальное путешествие» описана поездка из Пирея в Афины по железной дороге, ныне вошедшей в состав Афинского метрополитена как линия 1.

## Галерея

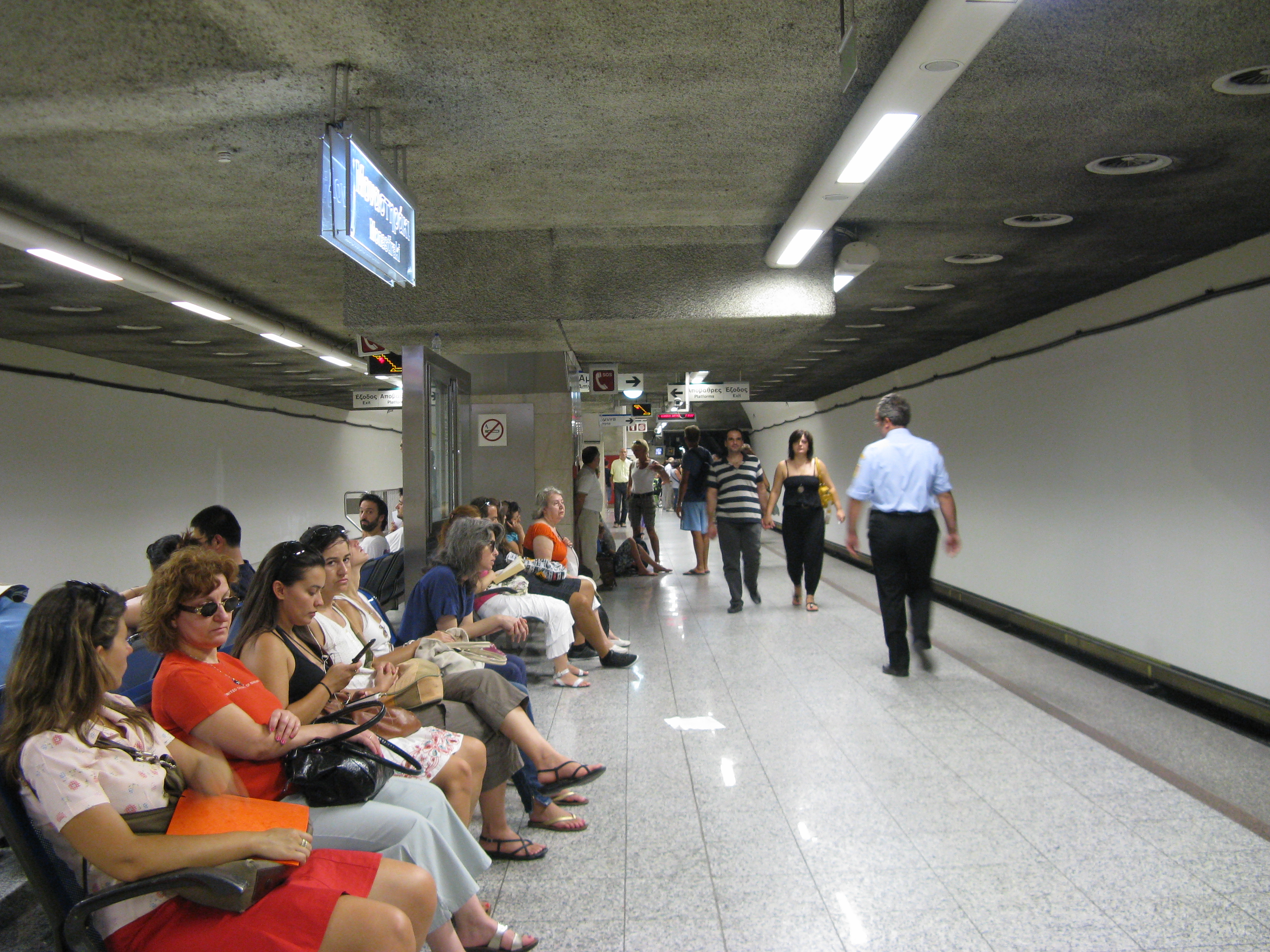
Платформы станции Монастира́ки
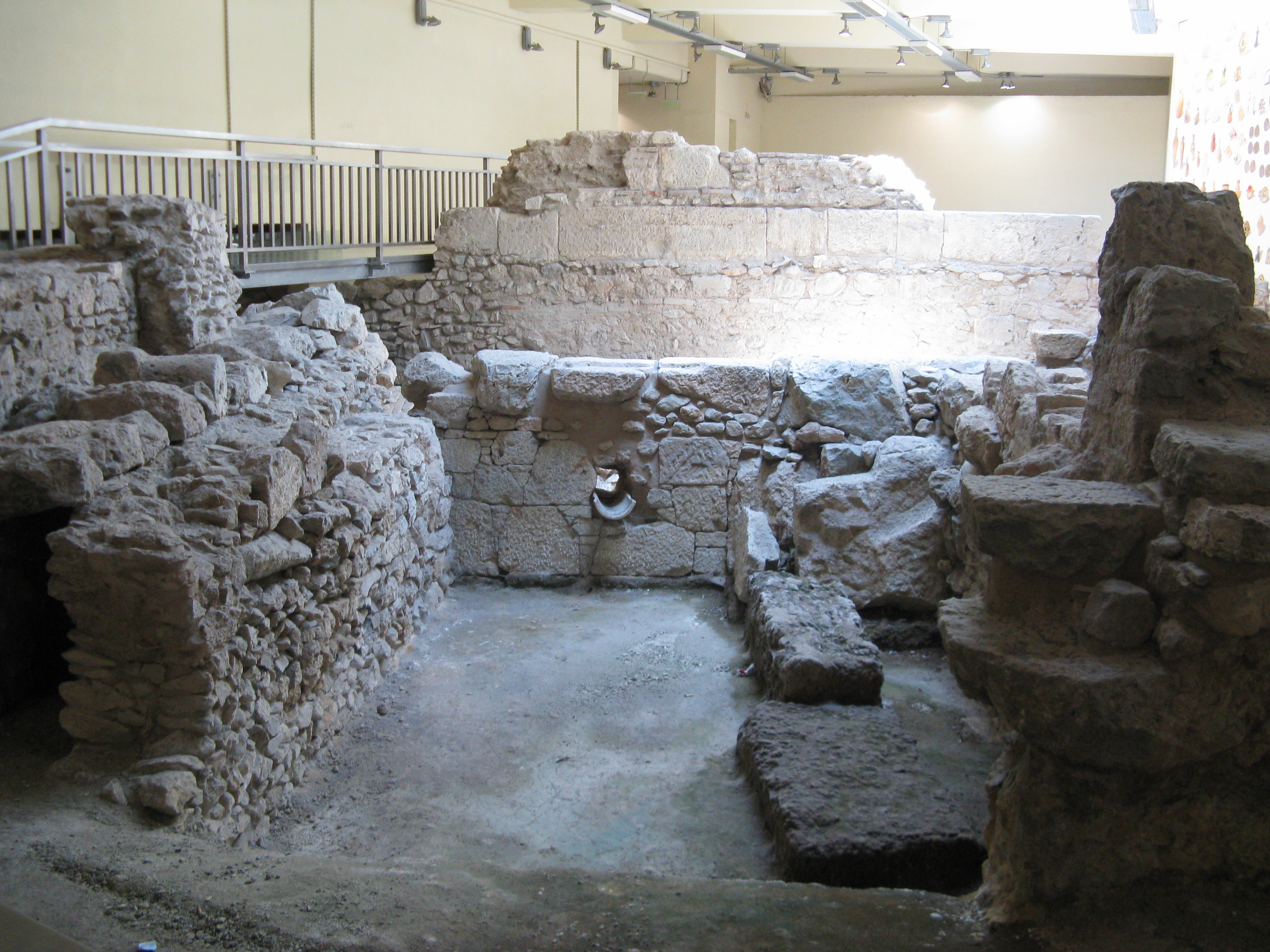
Археологические раскопки на станции Монастираки
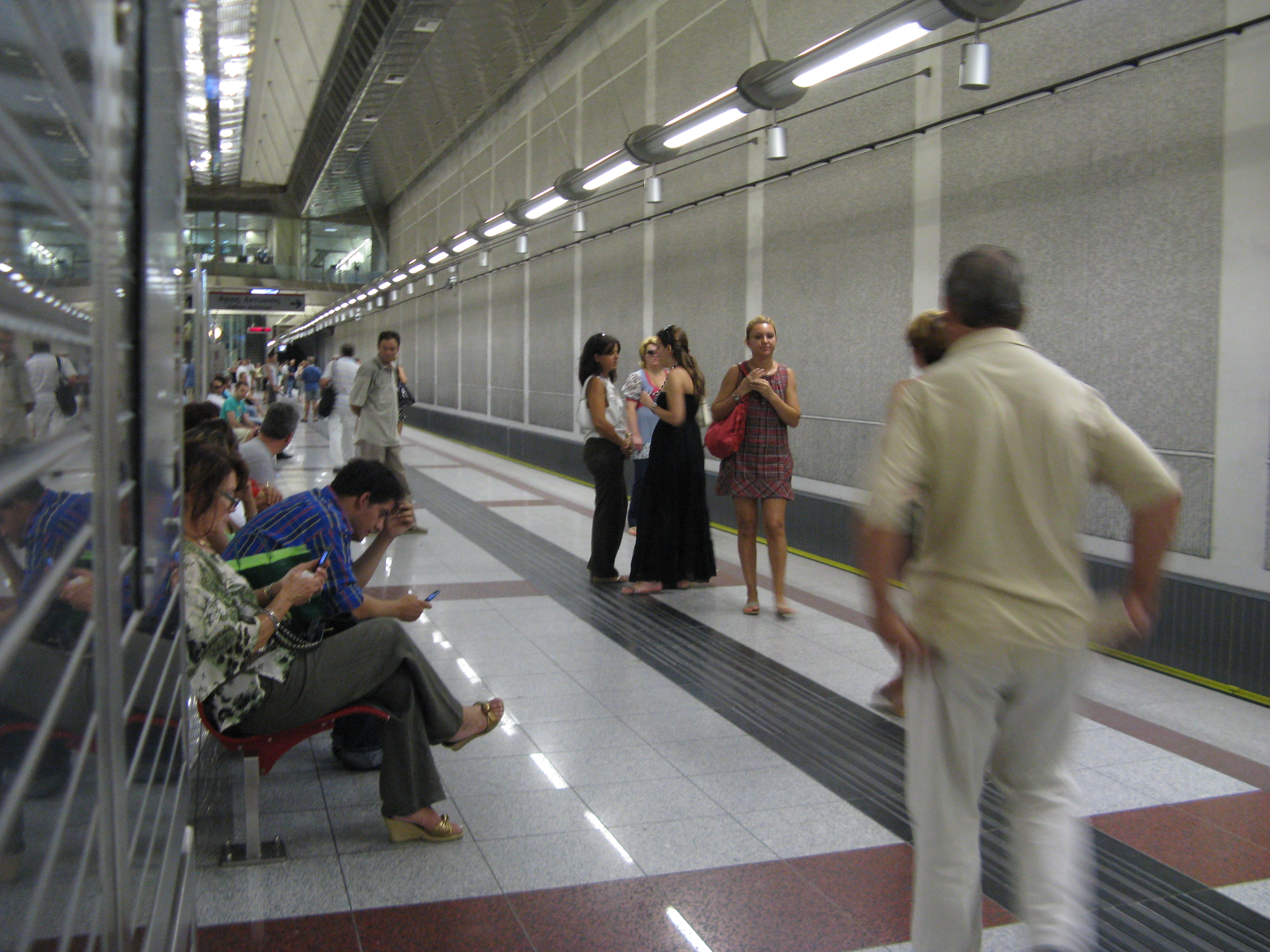
Станция А́гиос Дими́триос
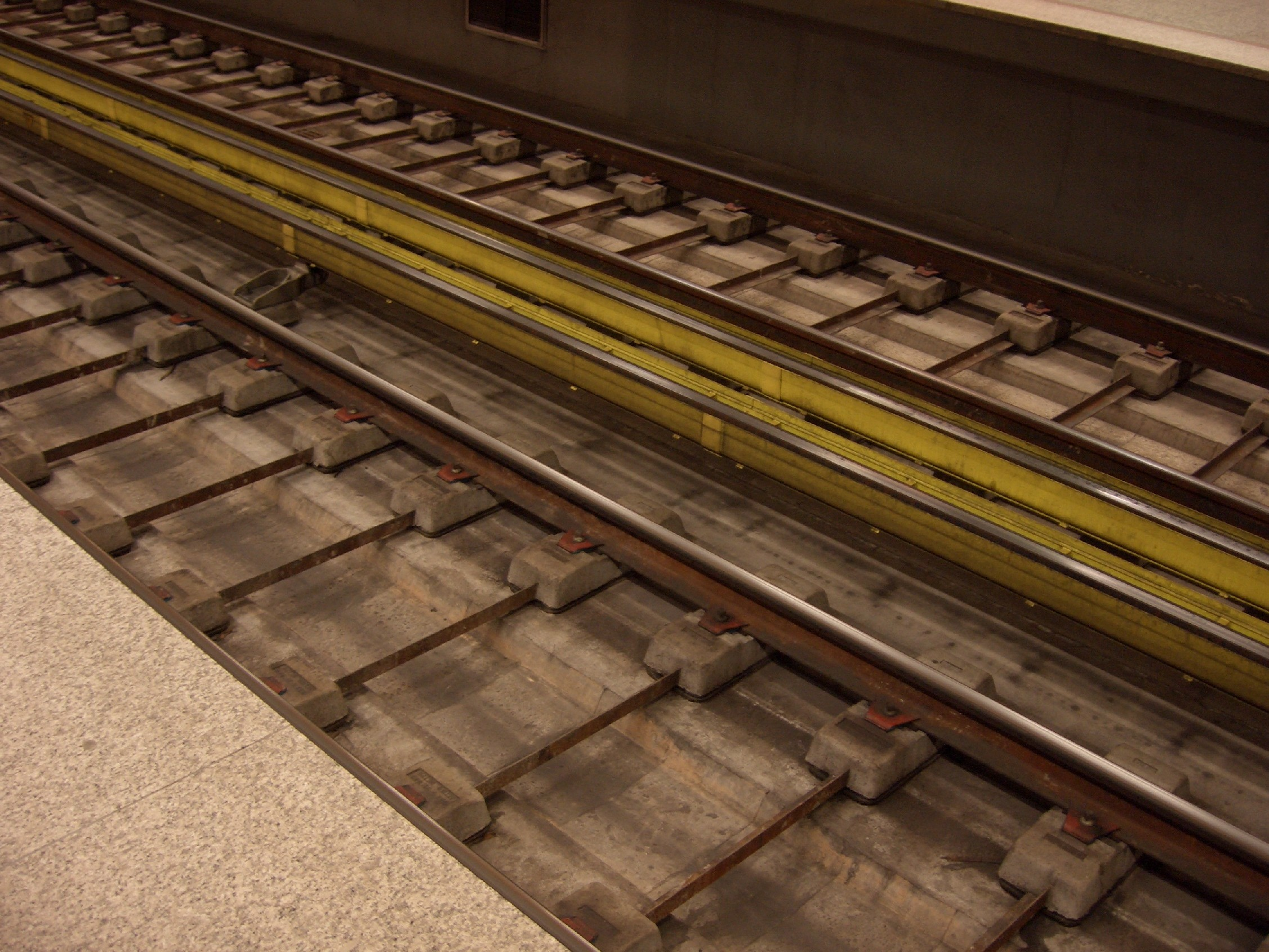
Рельсы Афинского метро
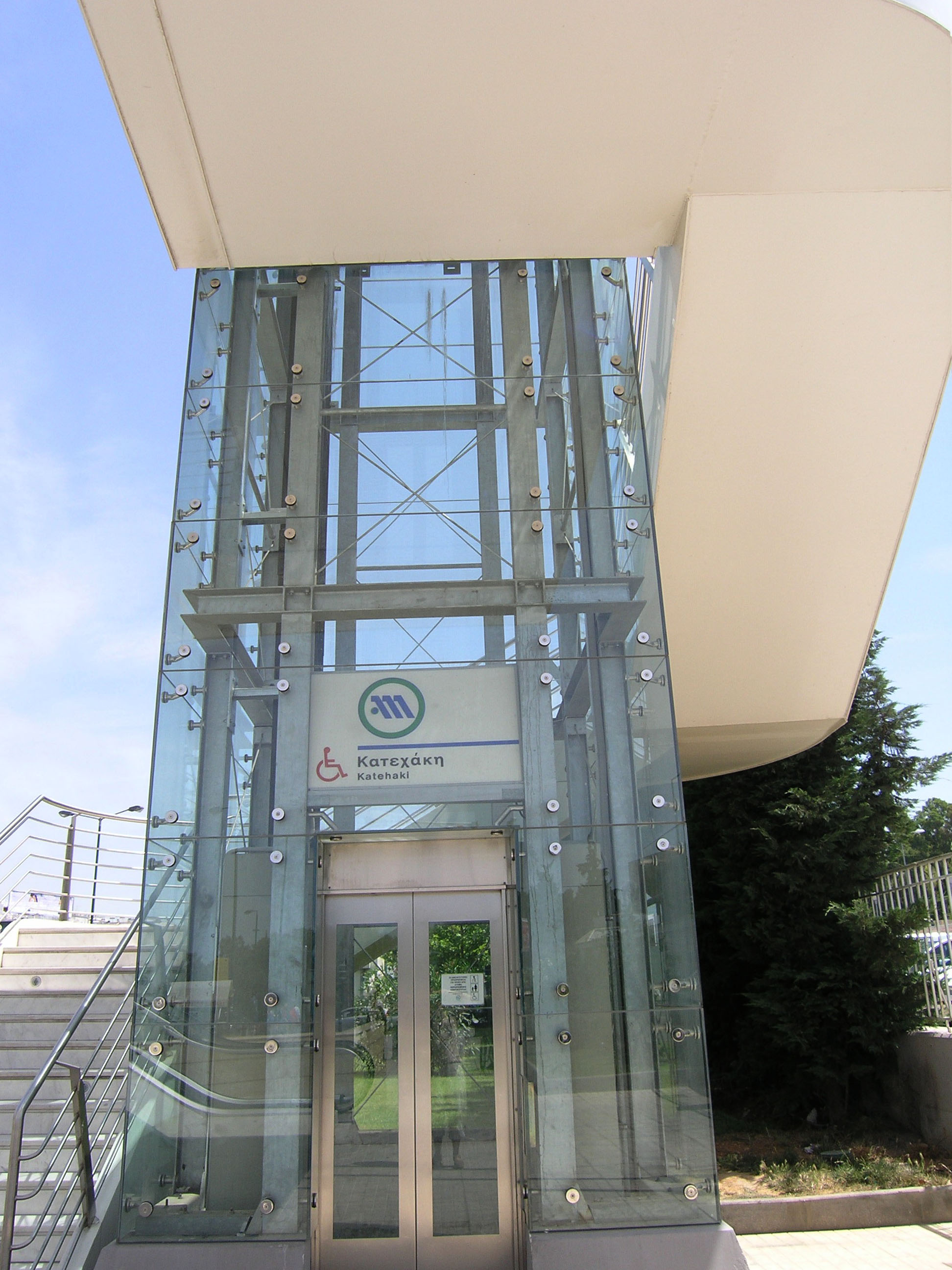
Лифт на станции Катехаки
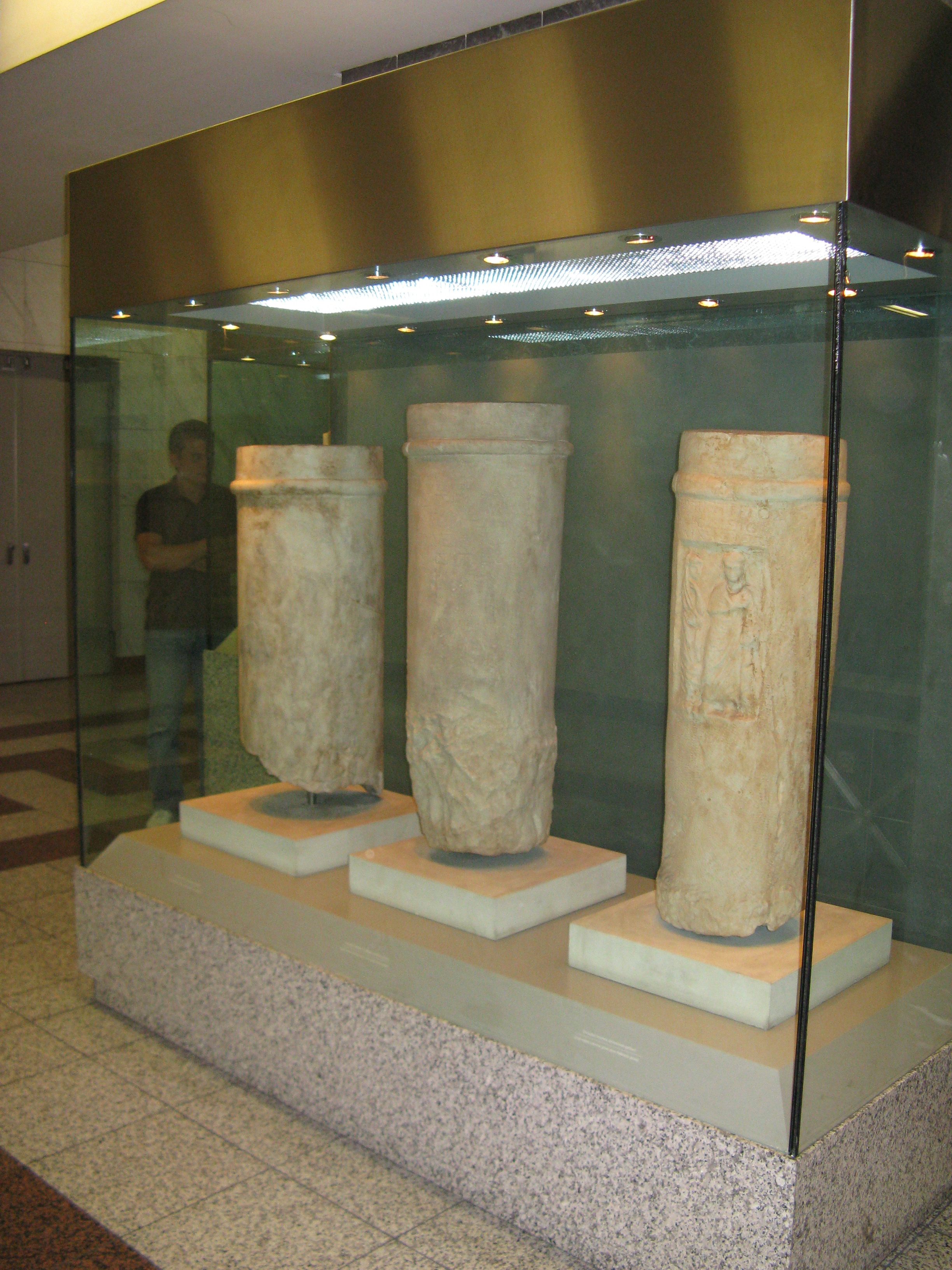
Вестибюль станции Си́нтагма
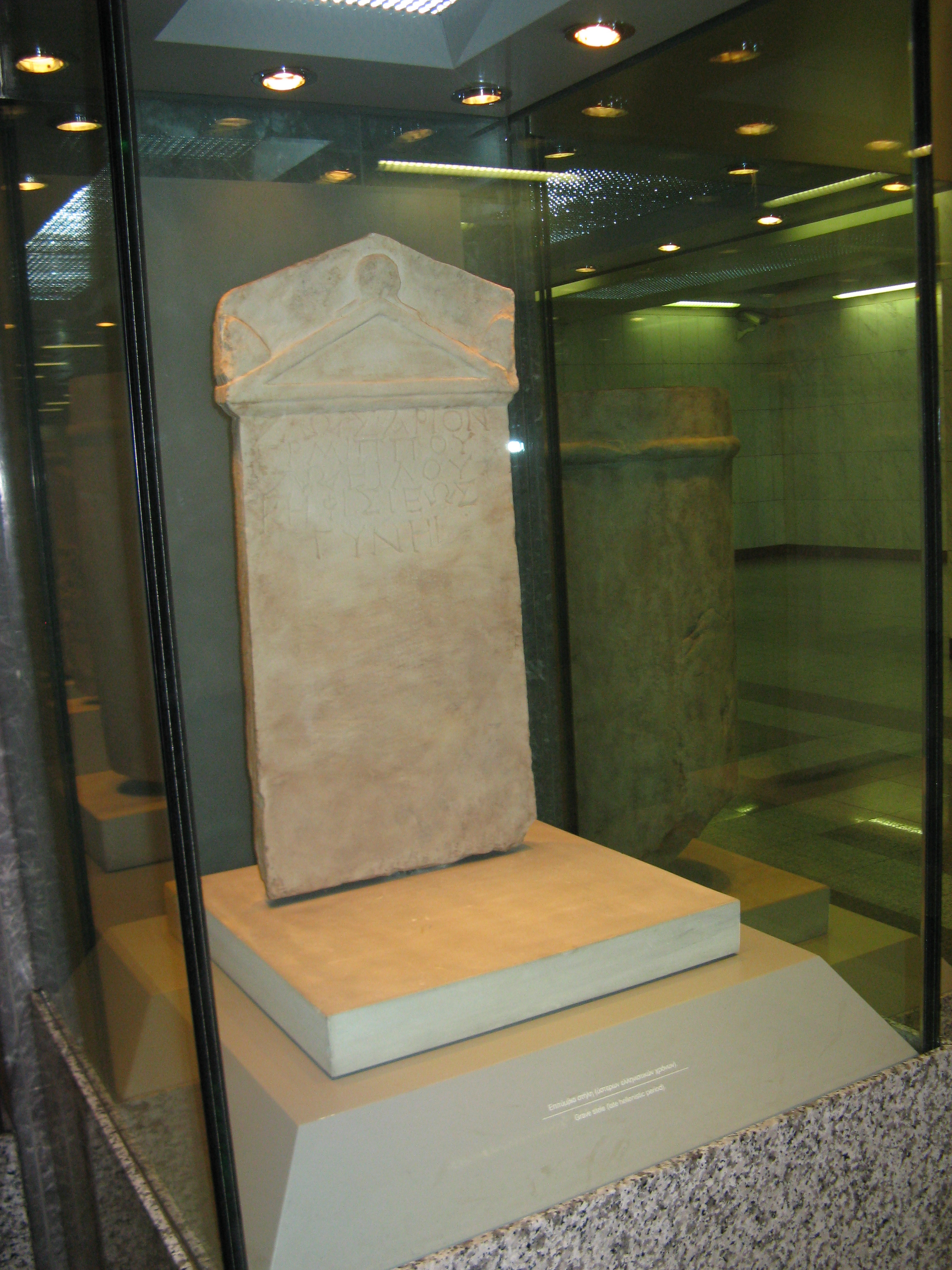
Вестибюль станции Синтагма
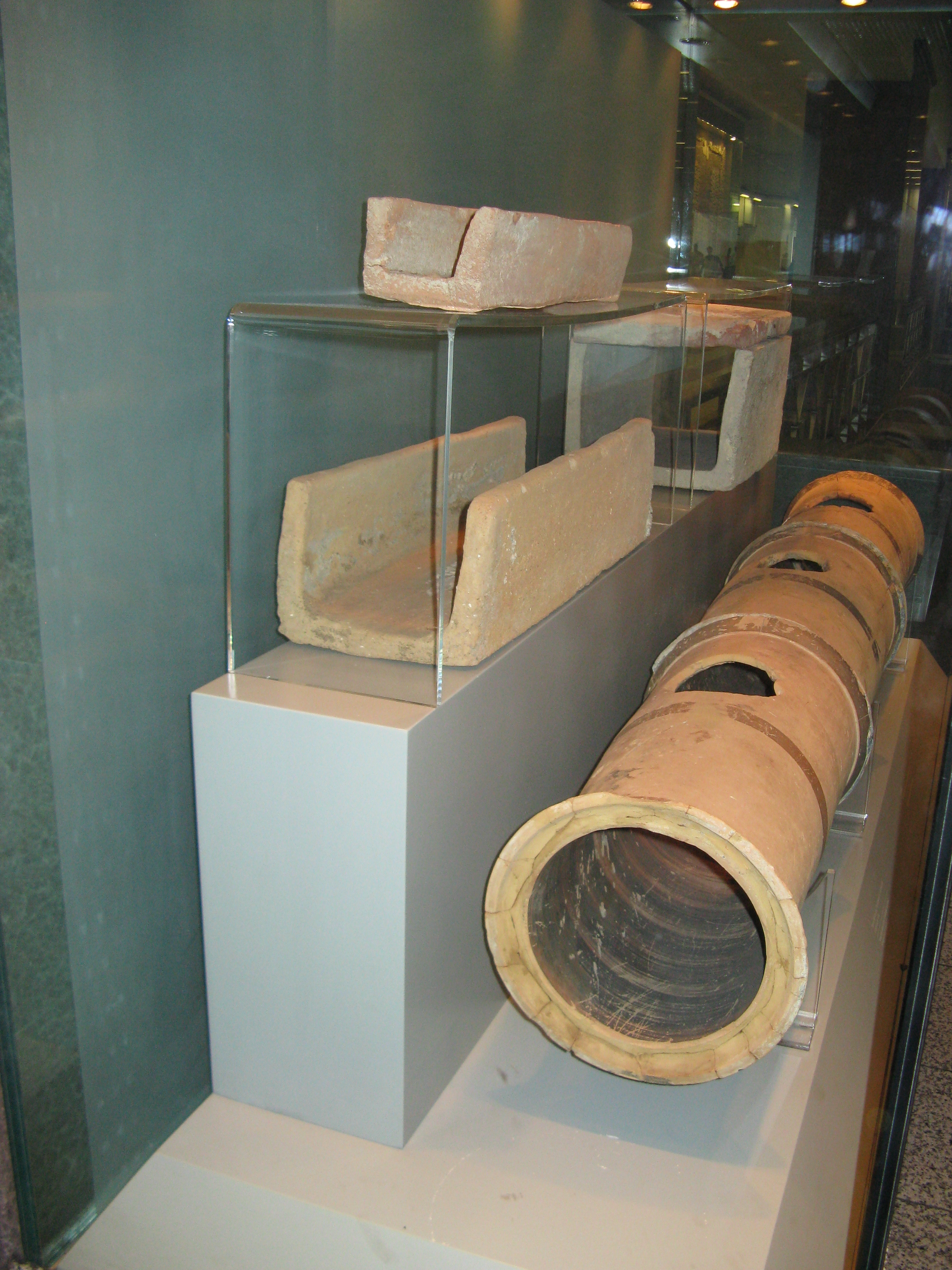
Фрагмент древнего афинского водопровода
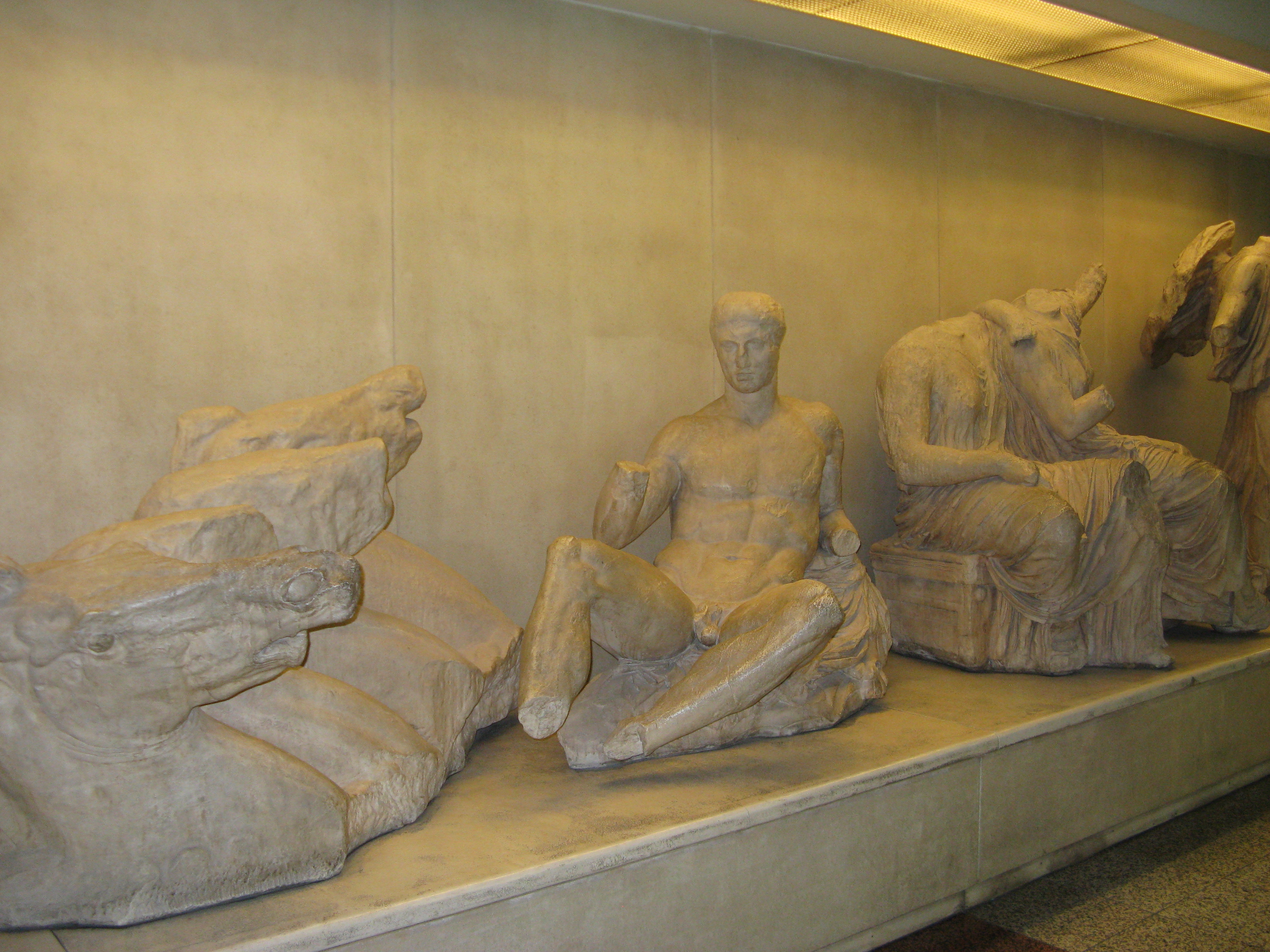
Вестибюль станции Акрополь
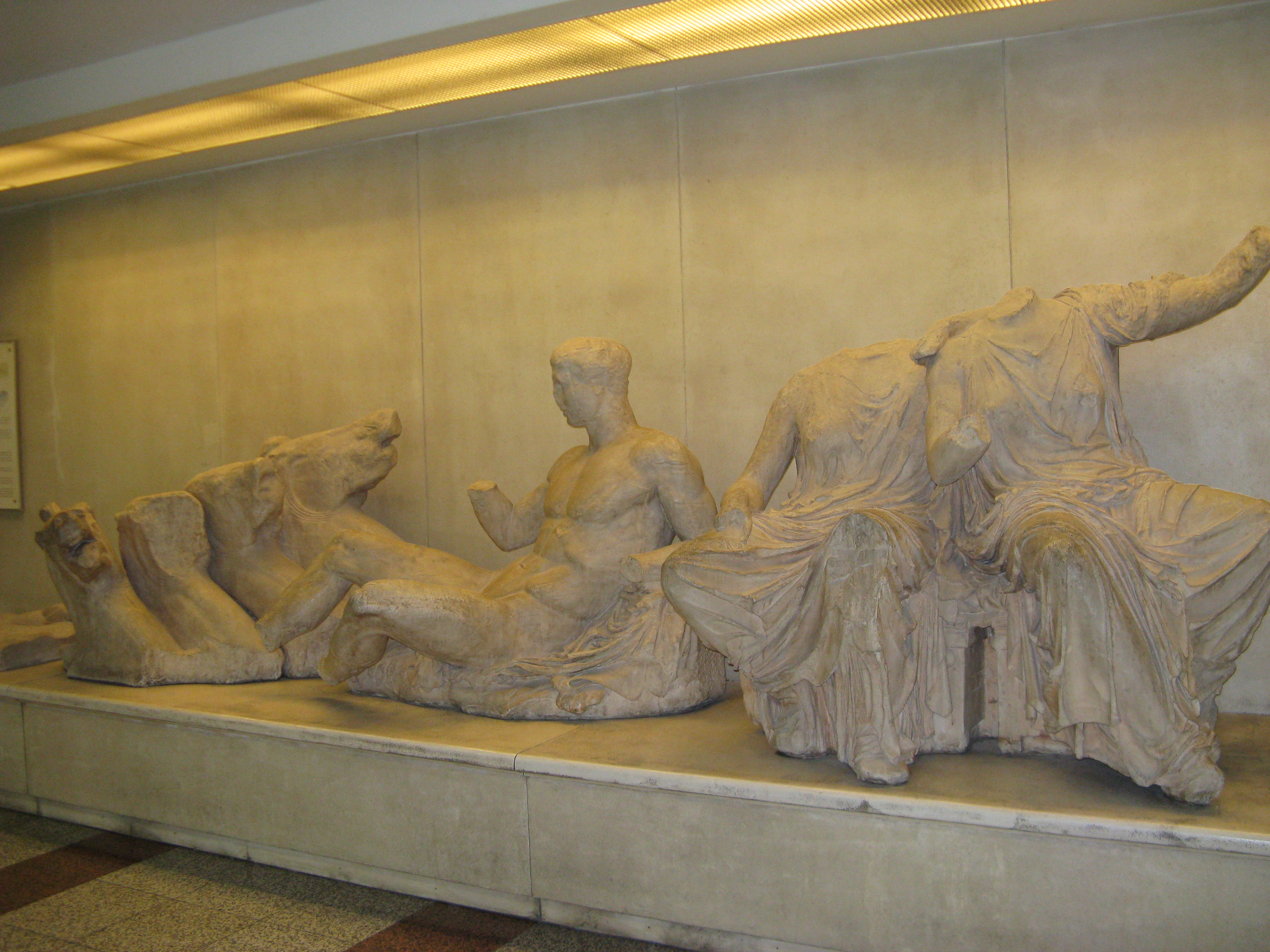
Вестибюль станции Акрополь
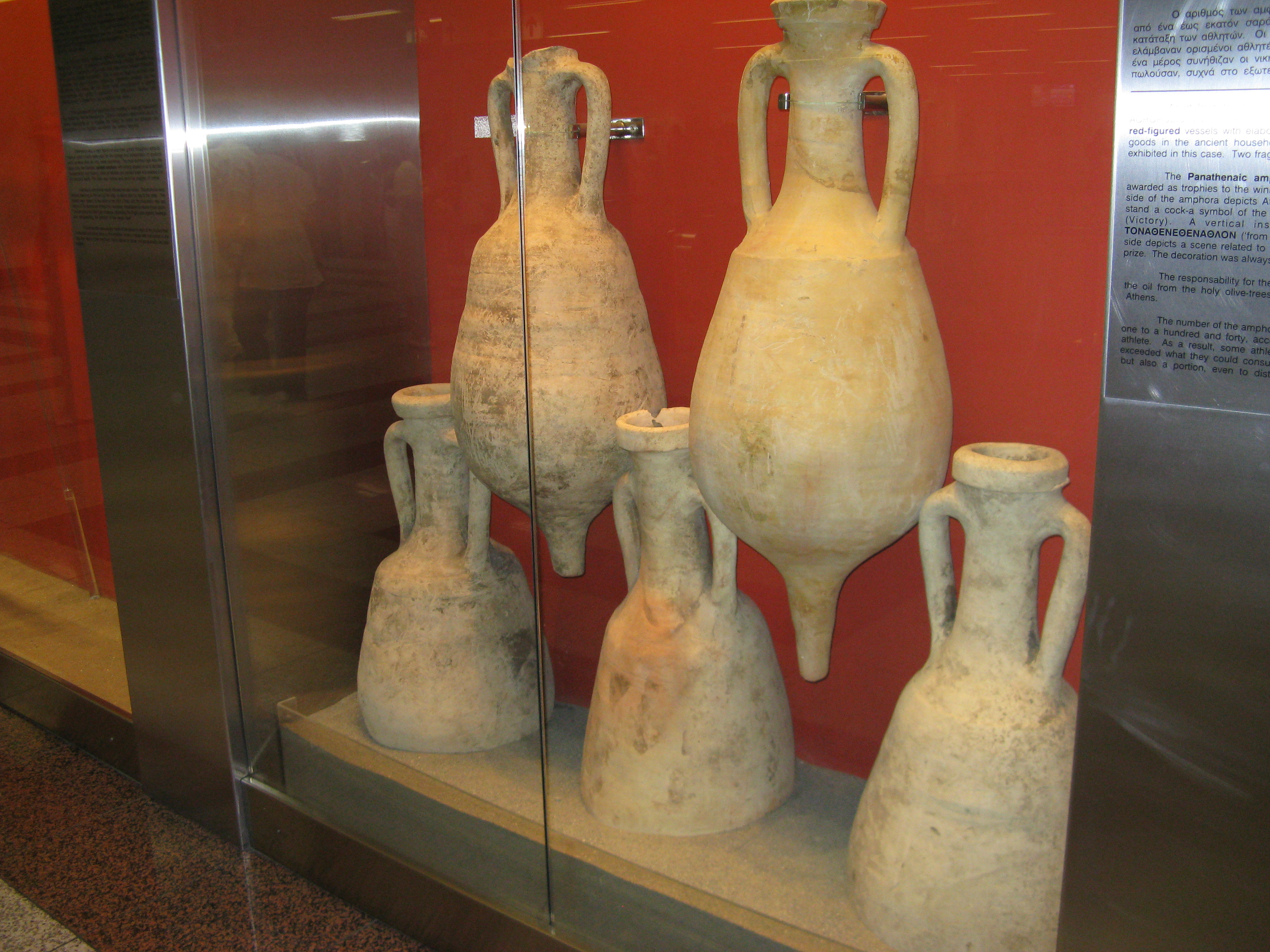
Вестибюль станции Акрополь. Амфоры
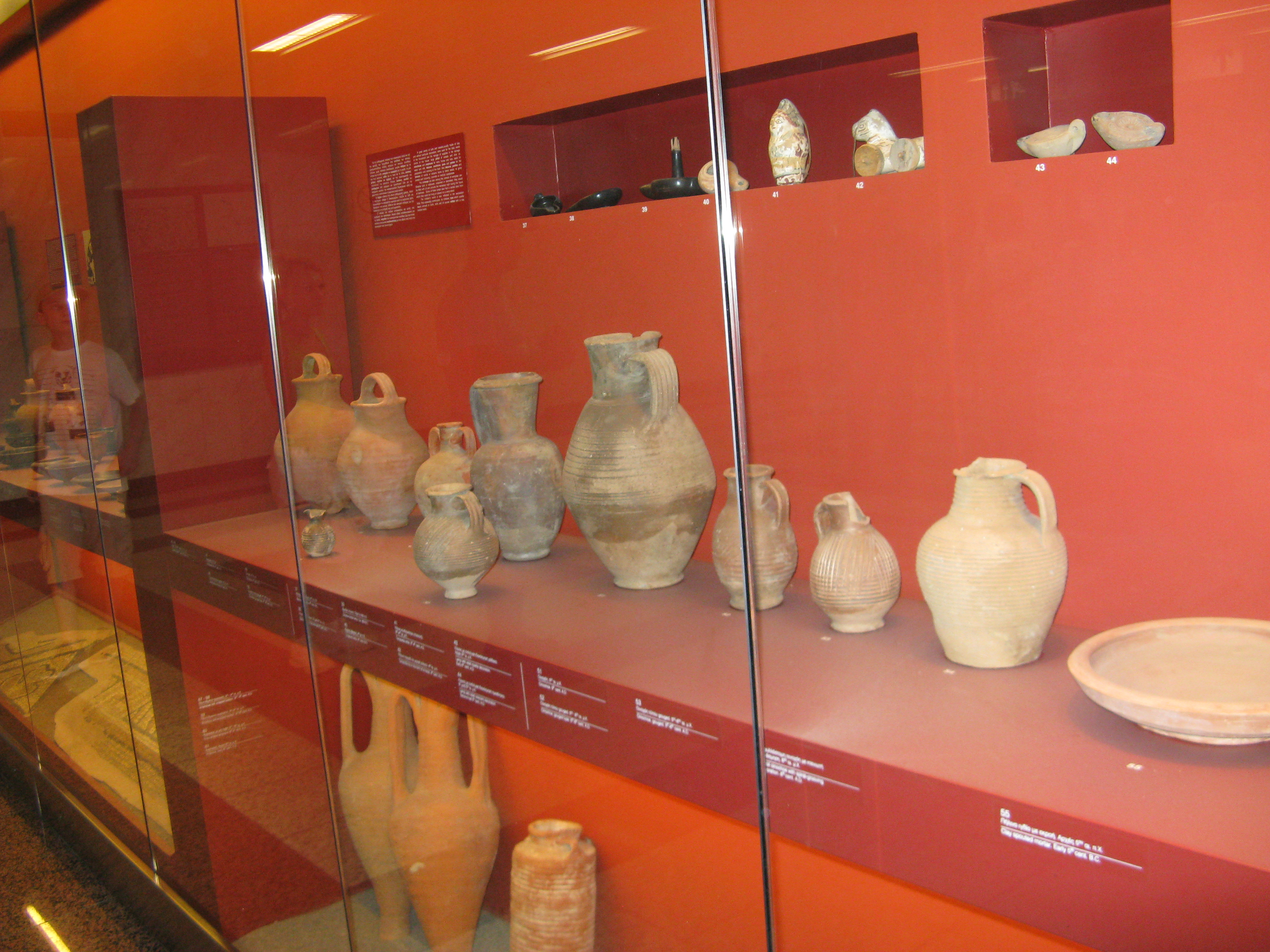
Вестибюль станции Акрополь